# Franz Lipp
Franz Anton Lipp (* 9. Februar 1855 in Karlsruhe; † 18. März 1937 in Florenz) war ein deutscher Journalist, Jurist und Politiker.

## Tätigkeit vor 1919
Lipp studierte Rechtswissenschaften und Philosophie „zunächst in Straßburg, später in Heidelberg“. Seine Immatrikulation in Jura an der Universität Heidelberg mit Datum vom 25. Oktober 1876 lässt sich im Matrikelbuch nachweisen. Mit einer 1880 gedruckten Dissertation wurde er von der juristischen Fakultät der Universität Heidelberg zum Dr. jur. promoviert. Er arbeitete als Bibliotheksassistent und war Journalist bei der demokratischen Stuttgarter Zeitung Der Beobachter.
1888 übernahm Lipp in Heilbronn den Verlag und die Redaktion der Heilbronner Zeitung. Er war 1885 erstmals als demokratischer Redner in Heilbronn erschienen, hatte auch politische Ambitionen und unterlag bei der Landtagswahl 1889 im Wahlkreis Heilbronn Amt knapp gegen den konservativen Gemeinderat Gottlieb Wagner aus Großgartach.
Das Blatt hatte nun das Motto Gleiches Recht für Alle und Unabhängig von Berlin. Lipp war überaus streitbar; Hans Franke bezeichnet ihn als „polemische[n], oft unsachliche[n] Journalist[en]“ und schreibt, er und seine Redaktion hätten „in einer ununterbrochenen Fehde, mit, man kann wohl sagen, ganz Heilbronn“ gelegen. Hauptfeind Lipps war der umstrittene Heilbronner Oberbürgermeister Paul Hegelmaier; aber auch die bürgerliche Heilbronner Neckar-Zeitung, ihren Verleger und Chefredakteur Hermann Schell und die beiden Rechtsanwälte Moegling und Kleine, die Lipp zu einem „Triumvirat“ zählte, überzog er regelmäßig mit Hohn und Spott. Lipps Gegner zeigten ihn mehrfach wegen Beleidigung an. Wegen des Verdachts auf Meineid kam er 1889 in Haft, wurde aber freigesprochen. 
1894 wechselte der Verlag der Heilbronner Zeitung zur Druckerei Carl-Wilhelm Fischer & Carl Wulle, und Lipp verließ Heilbronn. Anschließend ging er nach Italien, wo er als Korrespondent verschiedener Zeitungen arbeitete. Nach dem italienischen Kriegseintritt verließ er Italien im Mai 1915.

## Tätigkeit als Volksbeauftragter für Äußeres der Münchner Räterepublik
Lipp war Volksbeauftragter für Äußeres (sinngemäß Außenminister) während der ersten Woche der Münchner Räterepublik im April 1919. Er gehörte zu den 13 Verschleppten des gegen die Räterepublik gerichteten Palmsonntagsputsches vom 13. April 1919. Der Putsch scheiterte zwar am Widerstand der im Aufbau befindlichen Roten Armee unter dem Kommando des kommunistischen Matrosen Rudolf Egelhofer, jedoch blieb Lipp vorerst weiter in Haft, da die Revolutionäre keinen Zugriff auf die Haftorte hatten. Da er offensichtlich geisteskrank war (er erklärte der Schweiz den Krieg, weil sie ihm keine Lokomotiven lieh), wurde er nach der drei Wochen später erfolgten militärischen Niederschlagung der Münchner Räterepublik Ende Mai 1919 in eine psychiatrische Anstalt in Erlangen eingewiesen, von wo er Mitte 1920 entlassen und zugleich aus Bayern ausgewiesen wurde.
Er hatte danach seinen Wohnsitz im württembergischen Ulm, bevor er 1924 nach Italien zog, wo er 1937 starb. 